# Liste der Baudenkmale in Neustadt (Dosse)
In der Liste der Baudenkmale in Neustadt (Dosse) sind alle Baudenkmale der brandenburgischen Stadt Neustadt (Dosse) und ihrer Ortsteile aufgelistet. Grundlage ist die Veröffentlichung der Landesdenkmalliste mit dem Stand vom 31. Dezember 2020. Die Bodendenkmale sind in der Liste der Bodendenkmale in Neustadt (Dosse) aufgeführt.

## Baudenkmale in den Ortsteilen
In den Spalten befinden sich folgende Informationen:
- ID-Nr.: Die Nummer wird vom Brandenburgischen Landesamt für Denkmalpflege vergeben. Ein Link hinter der Nummer führt zum Eintrag über das Denkmal in der Denkmaldatenbank. In dieser Spalte kann sich zusätzlich das Wort Wikidata befinden, der entsprechende Link führt zu Angaben zu diesem Denkmal bei Wikidata.
- Lage: die Adresse des Denkmales und die geographischen Koordinaten. Link zu einem Kartenansichtstool, um Koordinaten zu setzen. In der Kartenansicht sind Denkmale ohne Koordinaten mit einem roten beziehungsweise orangen Marker dargestellt und können in der Karte gesetzt werden. Denkmale ohne Bild sind mit einem blauen bzw. roten Marker gekennzeichnet, Denkmale mit Bild mit einem grünen beziehungsweise orangen Marker.
- Bezeichnung: Bezeichnung in den offiziellen Listen des Brandenburgischen Landesamtes für Denkmalpflege. Ein Link hinter der Bezeichnung führt zum Wikipedia-Artikel über das Denkmal.
- Beschreibung: die Beschreibung des Denkmales
- Bild: ein Bild des Denkmales und gegebenenfalls einen Link zu weiteren Fotos des Baudenkmals im Medienarchiv Wikimedia Commons

### Babe
| ID-Nr.                           | Lage                  | Bezeichnung       | Beschreibung | Bild           |
| -------------------------------- | --------------------- | ----------------- | --- | -------------- |
| 09170512                         | Hauptstraße 27 (Lage) | Gutshaus mit Park | Das Gutshaus wurde 1780 als Vorwerk und Meierei von Lohm errichtet. Es war ein Herrensitz der Familie von Kröcher. Es ist ein eingeschossiges Haus mit einem Krüppelwalmdach. | weitere Bilder |
| 09172164 Teilobjekt zu: 09170512 | Hauptstraße 27 (Lage) | Park              | | Park           |

### Kampehl
| ID-Nr.                           | Lage              | Bezeichnung                           | Beschreibung | Bild                                  |
| -------------------------------- | ----------------- | ------------------------------------- | --- | ------------------------------------- |
| 09170552 Wikidata                | Kampehl (Lage)    | Dorfkirche                            | Die evangelische Kirche stammt aus der Mitte des 13. Jahrhunderts. Im Inneren befindet sich ein barocker Kanzelaltar aus dem ersten Viertel des 18. Jahrhunderts. Im nördlichen Gruftanbau liegt die Leiche von Christian Friedrich von Kahlbutz.                        | weitere Bilder                        |
| 09170555                         | Kampehl 35 (Lage) | Gutshaus mit Park                     | Das ehemalige Schloss stammt im Kern aus dem 18. Jahrhundert und wurde im 19. Jahrhundert umgebaut. Der Park ist nur zum Teil erhalten. Bis zum Jahr 1784 war es im Besitz der Familie von Kahlbutz. Nach 1945 war das Gutshaus ein Waisenhaus und später ein Schulheim. | Gutshaus mit Park                     |
| 09172168 Teilobjekt zu: 09170555 | Kampehl 35 (Lage) | Gutspark                              | | BW                                    |
| 09171706                         | Kampehl 38 (Lage) | Wirtschaftsgebäude mit Hofpflasterung | | Wirtschaftsgebäude mit Hofpflasterung |

### Leddin
| ID-Nr.            | Lage                   | Bezeichnung                                   | Beschreibung | Bild                                          |
| ----------------- | ---------------------- | --------------------------------------------- | --- | --------------------------------------------- |
| 09170622 Wikidata | Kyritzer Straße (Lage) | Dorfkirche                                    | Die evangelische Dorfkirche wurde 1872 erbaut. Es ist ein neuromanischer Bau aus Backstein. In der Kirche befindet sich ein Kanzelaltar aus der Zeit um 1700. | weitere Bilder                                |
| 09170621          | Kyritzer Straße (Lage) | Grabsteine der Familie von Rohr an der Kirche | Südlich der Kirche befinden sich die Grabsteine der Familie von Rohr. Sie sind teilweise stark verwittert.                                                    | Grabsteine der Familie von Rohr an der Kirche |

### Neustadt (Dosse)
| ID-Nr.                           | Lage                                                      | Bezeichnung                                                   | Beschreibung | Bild                                                          |
| -------------------------------- | --------------------------------------------------------- | ------------------------------------------------------------- | --- | ------------------------------------------------------------- |
| 09170673                         | (Lage)                                                    | Ensemble Kirchplatz/Amtsfreiheit                              | | BW                                                            |
| 09170675                         | Amtsfreiheit (Lage)                                       | Parkanlage                                                    | | Parkanlage                                                    |
| 09170641                         | Bahnhofstraße (Lage)                                      | Bahnhofsgebäude                                               | Das klassizistische Empfangsgebäude des Bahnhofs stammt aus dem Jahr 1846 und ist (Stand Juli 2013) ungenutzt. | weitere Bilder                                                |
| 09171185                         | Bahnhofstraße (Lage)                                      | Kesselfüllwasserturm des Bahnhofs                             | Der kleinere der beiden Bahnwassertürme in Neustadt steht neben dem Empfangsgebäude. Er beherbergt ein Bistro. | weitere Bilder                                                |
| 09170642                         | Bahnhofstraße (Lage)                                      | Lokschuppen mit Drehgestell                                   | | Lokschuppen mit Drehgestell                                   |
| 09170207                         | Danckelmannstraße 3 (Lage)                                | Schule (ehemaliges Wohnhaus)                                  | | Schule (ehemaliges Wohnhaus)                                  |
| 09172168 Teilobjekt zu: 09170207 | (Lage)                                                    | Wirtschaftsgebäude                                            | Das Gebäude steht senkrecht zum Haupthaus und hat die Adresse Spiegelberg 66. | Wirtschaftsgebäude                                            |
| 09170646                         | Havelberger Straße 9 (Lage)                               | Wohnhaus                                                      | | Wohnhaus                                                      |
| 09170645                         | Havelberger Straße 20; Hauptgestüt 2ab, 3a–b, 4, 6 (Lage) | Brandenburgisches Haupt- und Landgestüt                       | Das ehemalige Friedrich-Wilhelm-Gestüt, das heutige Haupt- und Landgestüt wurde von 1787 bis 1790 angelegt. Die Kernanlage bildet einen rechteckigen Hof. Das Hauptgebäude wurde 1790 nach Plänen von Ephraim Wolfgang Glasewald angelegt. | weitere Bilder                                                |
| 09170644                         | Havelberger Straße 25 (Lage)                              | Gaswerk                                                       | Das Gaswerk wurde 1903 errichtet. | weitere Bilder                                                |
| 09171993 Teilobjekt zu: 09170644 | Havelberger Straße 25 (Lage)                              | Ofenhaus                                                      | | BW                                                            |
| 09171994 Teilobjekt zu: 09170644 | Havelberger Straße 25 (Lage)                              | Gasometer                                                     | | Gasometer                                                     |
| 09171994 Teilobjekt zu: 09170644 | Havelberger Straße 25 (Lage)                              | Gasmeisterhaus                                                | | Gasmeisterhaus                                                |
| 09170674                         | Kirchplatz (Lage)                                         | Stadtkirche („Kreuzkirche“)                                   | Die evangelische Stadtkirche wurde von 1673 bis 1696 erbaut. Der Grundriss der Kirche ist kreuzförmig mit einem achteckigen Hauptraum und vier Armen. Das Hauptdach bildet eine Kuppel mit einer Laterne und einer Schweifhaube.           | weitere Bilder                                                |
| 09170640                         | Kirchplatz (Lage)                                         | Grabmal C. Bleichert-Giese, an der Kirche                     | | BW                                                            |
| 09170672                         | Kirchplatz (Lage)                                         | Ehrenmal der Vereinigung der Verfolgten des Naziregimes (VVN) | | Ehrenmal der Vereinigung der Verfolgten des Naziregimes (VVN) |
| 09170657                         | Kirchplatz 2 (Lage)                                       | Wohnhaus                                                      | | Wohnhaus                                                      |
| 09170648                         | Kirchplatz 4a, 4b (Lage)                                  | Wohnhaus                                                      | | Wohnhaus                                                      |
| 09170649                         | Kirchplatz 6 (Lage)                                       | Wohnhaus                                                      | | Wohnhaus                                                      |
| 09170650                         | Kirchplatz 8 (Lage)                                       | Wohnhaus                                                      | | Wohnhaus                                                      |
| 09170651                         | Kirchplatz 10 (Lage)                                      | Wohnhaus                                                      | | Wohnhaus                                                      |
| 09170658                         | Kirchplatz 11 (Lage)                                      | Pfarrhaus                                                     | | Pfarrhaus                                                     |
| 09170652                         | Kirchplatz 12 (Lage)                                      | Wohnhaus                                                      | | Wohnhaus                                                      |
| 09170656                         | Kirchplatz 13 (Lage)                                      | Wohnhaus                                                      | | Wohnhaus                                                      |
| 09170653                         | Kirchplatz 14 (Lage)                                      | Wohnhaus                                                      | Das Haus wurde in der ersten Hälfte des 19. Jahrhunderts erbaut. In dem Haus befand sich früher das Rathaus. | Wohnhaus                                                      |
| 09170655                         | Kirchplatz 15 (Lage)                                      | Wohnhaus                                                      | | Wohnhaus                                                      |
| 09170788                         | Kirchplatz 17 (Lage)                                      | Wohnhaus                                                      | | Wohnhaus                                                      |
| 09171203                         | Köritzer Straße (Lage)                                    | Wasserturm                                                    | Östlich des Bahnhofs an den Gleisen in Richtung Nauen lag das Bahnbetriebswerk Neustadt (Dosse), das einen eigenen Wasserturm besaß. | weitere Bilder                                                |
| 09170902 Wikidata                | Prinz-von-Homburg-Straße 4 (Lage)                         | Katholische Herz-Jesu-Kirche                                  | | weitere Bilder                                                |
| 09170662                         | Prinz-von-Homburg-Straße (Lage)                           | Ursulinenkloster                                              | | Ursulinenkloster                                              |
| 09170661                         | Prinz-von-Homburg-Straße 34 (Lage)                        | Wohnhaus                                                      | | weitere Bilder                                                |
| 09170660                         | Prinz-von-Homburg-Straße 36 (Lage)                        | Wohnhaus                                                      | | Wohnhaus                                                      |
| 09170666                         | Robert-Koch-Straße 2 (Lage)                               | Wohnhaus                                                      | | Wohnhaus                                                      |
| 09170093                         | Robert-Koch-Straße 3 (Lage)                               | Wohnhaus                                                      | | Wohnhaus                                                      |
| 09170667                         | Robert-Koch-Straße 4 (Lage)                               | Wohnhaus                                                      | | Wohnhaus                                                      |
| 09170663                         | Robert-Koch-Straße 6 (Lage)                               | Wohnhaus                                                      | | Wohnhaus                                                      |
| 09170664                         | Robert-Koch-Straße 13 (Lage)                              | Wohnhaus                                                      | | Wohnhaus                                                      |
| 09170665                         | Robert-Koch-Straße 15 (Lage)                              | Wohnhaus                                                      | | Wohnhaus                                                      |
| 09170668                         | Robert-Koch-Straße 21 (Lage)                              | Gemeindehaus                                                  | | Gemeindehaus                                                  |
| 09170636                         | Spiegelberg (Lage)                                        | Parkanlage                                                    | | weitere Bilder                                                |
| 09171143                         | Spiegelberg (Lage)                                        | Spiegelberger Mühle                                           | | weitere Bilder                                                |
| 09172514 Teilobjekt zu: 09171143 | Spiegelberg (Lage)                                        | Trafostation & Maschinenhaus                                  | | Trafostation & Maschinenhaus                                  |
| 09170670                         | Spiegelberg 43 (Lage)                                     | Landhaus                                                      | | weitere Bilder                                                |
| 09170904                         | Spiegelberg 54 (Lage)                                     | Wohnhaus                                                      | | Wohnhaus                                                      |
| 09170903                         | Spiegelberg 62 (Lage)                                     | Wohnhaus                                                      | | Wohnhaus                                                      |
| 09170671                         | Köritzer Straße (Lage)                                    | Dorfkirche                                                    | | weitere Bilder                                                |

### Plänitz
| ID-Nr.                           | Lage                      | Bezeichnung                                                             | Beschreibung | Bild               |
| -------------------------------- | ------------------------- | ----------------------------------------------------------------------- | --- | ------------------ |
| 09170677                         | Alte Poststraße (Lage)    | Dorfkirche                                                              | Die evangelische Dorfkirche wurde 1709 erbaut. Es ist ein Fachwerkbau mit einem polygonalen Grundriss. Der Westturm hat drei Geschosse und ist halb eingezogen und hat eine geschweifte Haube aus Schiefer. Die Ausstattung ist ausgelagert, dazu gehört ein Kanzelaltar und ein Taufengel. Der Taufstein stammt aus dem Jahr 1598. | weitere Bilder     |
| 09172231 Teilobjekt zu: 09170677 | Alte Poststraße ()        | Taufengel                                                               | | ein Bild hochladen |
| 09170678                         | Alte Poststraße 19 (Lage) | Schulhaus                                                               | | Schulhaus          |
| 09171039                         | Alte Poststraße 20 (Lage) | Wohnhaus                                                                | | BW                 |
| 09170679                         | Hofstraße 3, 5 (Lage)     | Gutsanlage, bestehend aus Gutshaus, Brauhaus (Inspektorenhaus) und Park | | BW                 |
| 09172232 Teilobjekt zu: 09170679 | Hofstraße 3, 5 (Lage)     | Brauhaus / Inspektorenhaus                                              | | BW                 |
| 09172233 Teilobjekt zu: 09170679 | Hofstraße 3, 5 (Lage)     | Gutspark                                                                | | BW                 |

### Roddahn
| ID-Nr.            | Lage                        | Bezeichnung | Beschreibung | Bild           |
| ----------------- | --------------------------- | ----------- | --- | -------------- |
| 09170684 Wikidata | Roddahner Dorfstraße (Lage) | Dorfkirche  | Die evangelische Kirche wurde 1798 erbaut. Es ist ein turmloser Fachwerkbau mit einem Walmdach. Unter der Westempore befindet sich eine Winterkirche. | weitere Bilder |

## Ehemalige Baudenkmale
| ID-Nr. | Lage              | Bezeichnung | Beschreibung | Bild |
| ------ | ----------------- | --- | ------------ | ---- |
|        | Kampehl 18 (Lage) | Gehöft, bestehend aus Wohnhaus, drei Wirtschaftsgebäuden, kleinem Sichtziegelbau und einem Wirtschaftsgebäude in seiner Kubatur |              | BW   |